# Лукомка (река, впадает в озеро Роговское)
Луко́мка (другое название — Уюток) — река в Лепельском районе Витебской области Белоруссии. Относится к бассейну реки Дива.
Вытекает из озера Луконица. Течёт по территории Ушачско-Лепельской возвышенности. Впадает в озеро Роговское с южной стороны. В километре к югу от устья находится деревня Ворошки.
Длина реки составляет 7,4 км. Площадь водосбора — 27 км. Средний наклон водной поверхности − 1,1 м/км. Русло канализовано.